# Technique of Tissue Biopsy
|  | Denne artikel er oprettet af botten Steenthbot ud fra en ekstern database. Den kan derfor have sproglige fejl eller mangler. Denne skabelon kan fjernes efter kontrol af indholdet. |

Technique of Tissue Biopsy er en dansk dokumentarfilm fra 1942.

## Handling
Brug af specielle instrumenter til fjernelse af væv fra tumor mammae, opsvulmet glandel og under røntgenkontrol fra corpus vertebrae columnae.